# Ne nous jugez pas
Pour plus de détails, voir Fiche technique et Distribution.
Ne nous jugez pas (Somos lo que hay) est un film d'horreur mexicain écrit et réalisé par Jorge Michel Grau et sorti en 2010.
Suite indépendante de Cronos (1993), le film raconte l'histoire d'une famille qui, après la mort du père, essaie de perpétuer une tradition rituelle inquiétante. Le film met en vedette Paulina Gaitán et Daniel Giménez Cacho, ce dernier reprennant son rôle de Cronos.

## Fiche technique
- Titre original : Somos lo que hay
- Titre français : Ne nous jugez pas
- Réalisation : Jorge Michel Grau
- Scénario : Jorge Michel Grau
- Photographie : Santiago Sanchez
- Montage : Rodrigo Ríos
- Musique : Enrico Chapela
- Pays d'origine : Mexique
- Langue originale : espagnol
- Format : couleur
- Genre : horreur
- Durée : 90 minutes
- Dates de sortie :
  - Mexique : 15 mars 2010 (Guadalajara Film Festival)

## Distribution
- Francisco Barreiro : Alfredo, le frère aîné
- Paulina Gaitan : Sabina, la sœur
- Alan Chávez : Julián, le frère cadet
- Carmen Beato : Patricia, la mère
- Adrián Aguirre : Adriana
- Jorge Zárate : le détective Owen
- Esteban Soberanes : le détective Octavio
- Miguel Ángel Hoppe : Gustavo
- Noé Hernández : Taxista
- Octavio Michel : Teniente
- Humberto Yáñez : Papá
- Darwin Enahudy : Empleado tienda
- Alejandro Faugier : Dueño Reloj
- Elida Contreras : Lideresa
- Juan Carlos Colombo : le directeur du salon funéraire
- Daniel Giménez Cacho : Tito, le coroner, un personnage qui est apparu précédemment dans le film d'horreur Cronos (1993)

## Production
Le réalisateur Jorge Michel Grau a lui - même narré son film au Festival de Cannes 2010. We Are What We Are a été entièrement tourné à Mexico. Daniel Giménez Cacho a repris son rôle de Tito le coroner, un personnage du film d'horreur Cronos de 1993, réalisé par Guillermo del Toro. Certains personnages sont également interprétés par Paulina Gaitán et Francisco Barreiro qui ont remporté avec son ancien projet de film Perpetuum Mobile le prix du meilleur long métrage mexicain au Festival international du film de Guadalajara,.

## Récompenses
- Fantastic Fest[7]
  - Meilleur film
  - Meilleur scénario
- Festival international du film Fantasia
  - Prix Séquences Ex-Aequo[8]
- Festival international du film Expresión en Corto
  - Meilleur premier film[9]
- Festival international du film de Chicago
  - Hugo d'Argent - Prix Spécial du Jury[10]
- Festival international du film fantastique de Gérardmer
  - Prix du jury[11]

## Remake
Memento Films International a opté pour les droits d'un remake en anglais avec Julia Garner et Ambyr Childers, réalisé par Jim Mickle et écrit par Mickle et Nick Damici, qui ont déjà travaillé ensemble sur Mulberry Street et Stake Land.